# 후지타 유토
후지타 유토(일본어: 藤田 雄士, 1999년 8월 23일~)는 일본의 축구 선수이다.

## 구단 경력
그는 2022년 J2리그의 블라우블리츠 아키타에 입단했고, 2년동안 팀에서 뛰었다. 2024년 J3리그의 FC 오사카로 이적했다.